# Satyrus ochracea
Satyrus ochracea är en fjärilsart som beskrevs av Rühl 1894. Satyrus ochracea ingår i släktet Satyrus och familjen praktfjärilar. Inga underarter finns listade.